# 花井波沙介
花井波沙介（学名：Bosasella hanaii）为半花介科波沙介屬下的一个种。